# Telha (Sergipe)
Telha is een gemeente in de Braziliaanse deelstaat Sergipe. De gemeente telt 2.969 inwoners (schatting 2009).